# ميرلين ميلر
ميرلين ميلر هو منتج أفلام وكاتب سيناريو وصحفي ومخرج وسياسي أمريكي، ولد في 1956 في دي موين في الولايات المتحدة. نشط حزبياً في الحزب الجمهوري.

## وصلات خارجية
- ميرلين ميلر على موقع IMDb (الإنجليزية)
- ميرلين ميلر على موقع ألو سيني (الفرنسية)
- ميرلين ميلر على موقع أول موفي (الإنجليزية)
- ميرلين ميلر على موقع قاعدة بيانات الفيلم (الإنجليزية)
- ميرلين ميلر على موقع كينوبويسك (الروسية)
- ميرلين ميلر على موقع كينوبويسك (الروسية)